# Стів Стейос
Стів Стейос (англ. Steve Staios; 28 липня 1973, м. Гамільтон, Канада) — канадський хокеїст, захисник. 
За походженням македонець. Виступав за «Ніагара-Фоллс Тандер» (ОХЛ), «Садбері Вувлз» (ОХЛ), «Пеорія Рівермен» (АХЛ), «Вустер АйсКетс» (АХЛ), «Провіденс Брюїнс» (АХЛ), «Бостон Брюїнс», «Ванкувер Канакс», «Атланта Трешерс», «Едмонтон Ойлерс», ХК «Лулео», «Калгарі Флеймс», «Нью-Йорк Айлендерс».
В чемпіонатах НХЛ — 1001 матчів (56+164), у турнірах Кубка Стенлі — 33 матчі (1+5). В чемпіонатах Швеції — 7 матчів (2+1).
У складі національної збірної Канади учасник чемпіонатів світу 2002, 2003, 2004 і 2008 (33 матчі, 2+4).  
Досягнення
- Чемпіон світу (2003, 2004), срібний призер (2008).